# Patrik Nemeth
Patrik Nemeth (* 8. Februar 1992 in Stockholm) ist ein schwedischer Eishockeyspieler, der seit Juli 2025 bei Fribourg-Gottéron aus der Schweizer National League unter Vertrag steht und dort auf der Position des Verteidigers spielt. Zuvor verbrachte Nemeth insgesamt elf Spielzeiten in Nordamerika, wo er unter anderem für die Dallas Stars, Colorado Avalanche, Detroit Red Wings, New York Rangers und Arizona Coyotes in der National Hockey League (NHL) aktiv war.

## Karriere
Patrik Nemeth begann seine Karriere als Eishockeyspieler in seiner Heimatstadt in der Nachwuchsabteilung von Hammarby. Daraufhin wechselte er 2008 zu AIK Solna, mit dessen Junioren er in der Saison 2008/09 Meister der U18-Junioren-Allsvenskan wurde. Zudem gab er in dieser Spielzeit sein Debüt für AIKs Profimannschaft in der zweitklassigen HockeyAllsvenskan. Bei seinem einzigen Saison-Einsatz gab er eine Torvorlage. In der Saison 2009/10 bereitete der Verteidiger in 16 Spielen drei Tore vor und stieg mit AIK in die Elitserien auf. Anschließend wurde der schwedische Junioren-Nationalspieler zunächst im KHL Junior Draft vom HK Metallurg Magnitogorsk gewählt, ehe ihn die Dallas Stars im NHL Entry Draft in der zweiten Runde als insgesamt 41. Spieler wählten.
Im April 2011 unterzeichnete Nemeth einen dreijährigen Einstiegsvertrag bei den Dallas Stars. Der Defensiv-Verteidiger blieb jedoch noch eine weitere Saison in seiner Heimat. Im Herbst 2012 debütierte er schließlich für die Texas Stars in der American Hockey League. Mit den Texanern gewann der Schwede 2014 den Calder Cup. Seit der Saison 2014/15 kommt er allerdings überwiegend in der NHL zum Einsatz, ohne sich dort jedoch endgültig etablieren zu können.
Als Nemeth im Oktober 2017 erneut in die AHL geschickt werden sollte, verpflichtete ihn die Colorado Avalanche vom Waiver. Im Juli 2019 unterschrieb Nemeth einen Zweijahresvertrag bei den Detroit Red Wings, bevor er jedoch im April 2021 zur Avalanche zurückkehrte. Im Gegenzug erhielten die Red Wings ein Viertrunden-Wahlrecht im NHL Entry Draft 2022. In Colorado beendete er die Saison 2020/21 und wechselte anschließend im Juli 2021 als Free Agent zu den New York Rangers. Diese wiederum gaben ihn im Juli 2022 samt einem Zweitrunden-Wahlrecht für den NHL Entry Draft 2025 sowie einem Drittrunden-Wahlrecht im NHL Entry Draft 2024 oder einem Zweitrunden-Wahlrecht im NHL Entry Draft 2026 an die Arizona Coyotes ab. Im Gegenzug transferierten die Coyotes, die zwischen letzteren beiden Wahlrechten wählen können, den Nachwuchsspieler Ty Emberson zu den Rangers.
Nach einer Saison in Arizona bezahlten ihm die Coyotes sein verbleibendes Vertragsjahr im Juni 2023 aus (buy-out), sodass er sich im Juli desselben Jahres als Free Agent dem SC Bern aus der Schweizer National League anschloss, bei dem er einen Zweijahresvertrag unterzeichnete. Nachdem der Vertrag am Ende der Spielzeit 2024/25 ausgelaufen war, sicherte sich Ligakonkurrent Fribourg-Gottéron die Dienste des Schweden.

### International
Für Schweden nahm Nemeth an der U18-Weltmeisterschaft 2010 teil, bei der er mit seiner Mannschaft Vizeweltmeister wurde. Zwei Jahre später folgte der Gewinn der Goldmedaille bei der U20-Weltmeisterschaft 2012. Sein Debüt für die A-Nationalmannschaft seines Heimatlandes gab er im Rahmen der Weltmeisterschaft 2023.

## Erfolge und Auszeichnungen
- 2009 Allsvenskan U18-Junioren-Meister mit AIK Ishockey
- 2010 Aufstieg in die Elitserien mit AIK Ishockey
- 2014 Calder-Cup-Gewinn mit den Texas Stars

### International
- 2010 Silbermedaille bei der U18-Weltmeisterschaft
- 2012 Goldmedaille bei der U20-Weltmeisterschaft

## Karrierestatistik
Stand: Ende der Saison 2024/25

### International
Vertrat Schweden bei:
- U18-Weltmeisterschaft 2010
- U20-Weltmeisterschaft 2011
- U20-Weltmeisterschaft 2012
- Weltmeisterschaft 2023

(Legende zur Spielerstatistik: Sp oder GP = absolvierte Spiele; T oder G = erzielte Tore; V oder A = erzielte Assists; Pkt oder Pts = erzielte Scorerpunkte; SM oder PIM = erhaltene Strafminuten; +/− = Plus/Minus-Bilanz; PP = erzielte Überzahltore; SH = erzielte Unterzahltore; GW = erzielte Siegtore; 1 Play-downs/Relegation; Kursiv: Statistik nicht vollständig)